# Muktiharjo Kidul
Muktiharjo Kidul is een bestuurslaag in het regentschap Semarang van de provincie Midden-Java, Indonesië. Muktiharjo Kidul telt 31.234 inwoners (volkstelling 2010).